# Nyodes hacqui
Nyodes hacqui là một loài bướm đêm trong họ Noctuidae.